# Big Wood (rivière)
La rivière Big Wood (en anglais : Big Wood River) est une rivière de l'Idaho, et un affluent de la Malad River, elle-même affluent de la rivière Snake, donc un sous-affluent du fleuve Columbia.

## Géographie
D'une longueur de 220 km.